# Jon Landau
Jon Landau (14 de mayo de 1947) es un crítico musical, mánager y productor musical estadounidense, más conocido por su trabajo con el músico Bruce Springsteen en sus tres vertientes. Es también cabeza del comité de nominaciones del Salón de la Fama del Rock and Roll.
Landau creció en los suburbios de Boston y se graduó en Historia por la Universidad de Brandeis. Como crítico musical, Landau escribió para la revista Rolling Stone desde su primera publicación, así como para otras revistas. En el primer volumen de la Rolling Stone, publicado el 9 de noviembre de 1967, Landau comparó a Jimi Hendrix y su álbum debut, Are You Experienced, con Eric Clapton y el debut de Cream, Fresh Cream, ambos publicados meses antes. En sucesivas publicaciones de Rolling Stone, Landau centró su actividad en el territorio del R&B y del soul con perfiles de Aretha Franklin y Sam and Dave.
En 1974, Landau publicó un artículo en The Real Paper donde escribió: «I saw rock and roll future and its name is Bruce Springsteen» -en español: «He visto el futuro del rock and roll y su nombre es Bruce Springsteen»-. Durante la época, Springsteen contrató a Landau como mánager, y coprodujo con el músico la mayoría de discos desde Born to Run hasta Human Touch, influyendo en la carrera de Springsteen a nivel artístico y profesional.
Otros artistas que Landau ha representado o producido incluyen MC5, Livingston Taylor, Jackson Browne, Natalie Merchant, Alejandro Escovedo y Shania Twain.
En 2011, Landau fue sometido a una operación para extraer un tumor cerebral. La cirugía le provocó la pérdida de visión en un ojo.

## Vida personal
Landau contrajo matrimonio con la crítica cinematográfica Janet Maslin. Tras divorciarse de su primera mujer, volvió a contraer matrimonio con Barbara Downey, antigua editora de Rolling Stone. La pareja tiene dos hijas, Kate y Charles.